# گل‌کوب نوک‌کلفت
گل‌کوب نوک‌کلفت (نام علمی: Dicaeum agile) نام یک گونه از سرده گل‌کوب‌های اصلی است.